# Hyles flavidior
Hyles flavidior är en fjärilsart som beskrevs av Sohn-rethel. 1929. Hyles flavidior ingår i släktet Hyles och familjen svärmare. Inga underarter finns listade i Catalogue of Life.